# Andrenosoma varipes
Andrenosoma varipes là một loài ruồi trong họ Asilidae. Andrenosoma varipes được Banks miêu tả năm 1920. Loài này phân bố ở vùng Tân nhiệt đới.